# Villa Gelpke-Engelhorn
Die Villa Gelpke-Engelhorn ist ein schutzwürdiges Wohnhaus in Küsnacht im Kanton Zürich in der Schweiz.

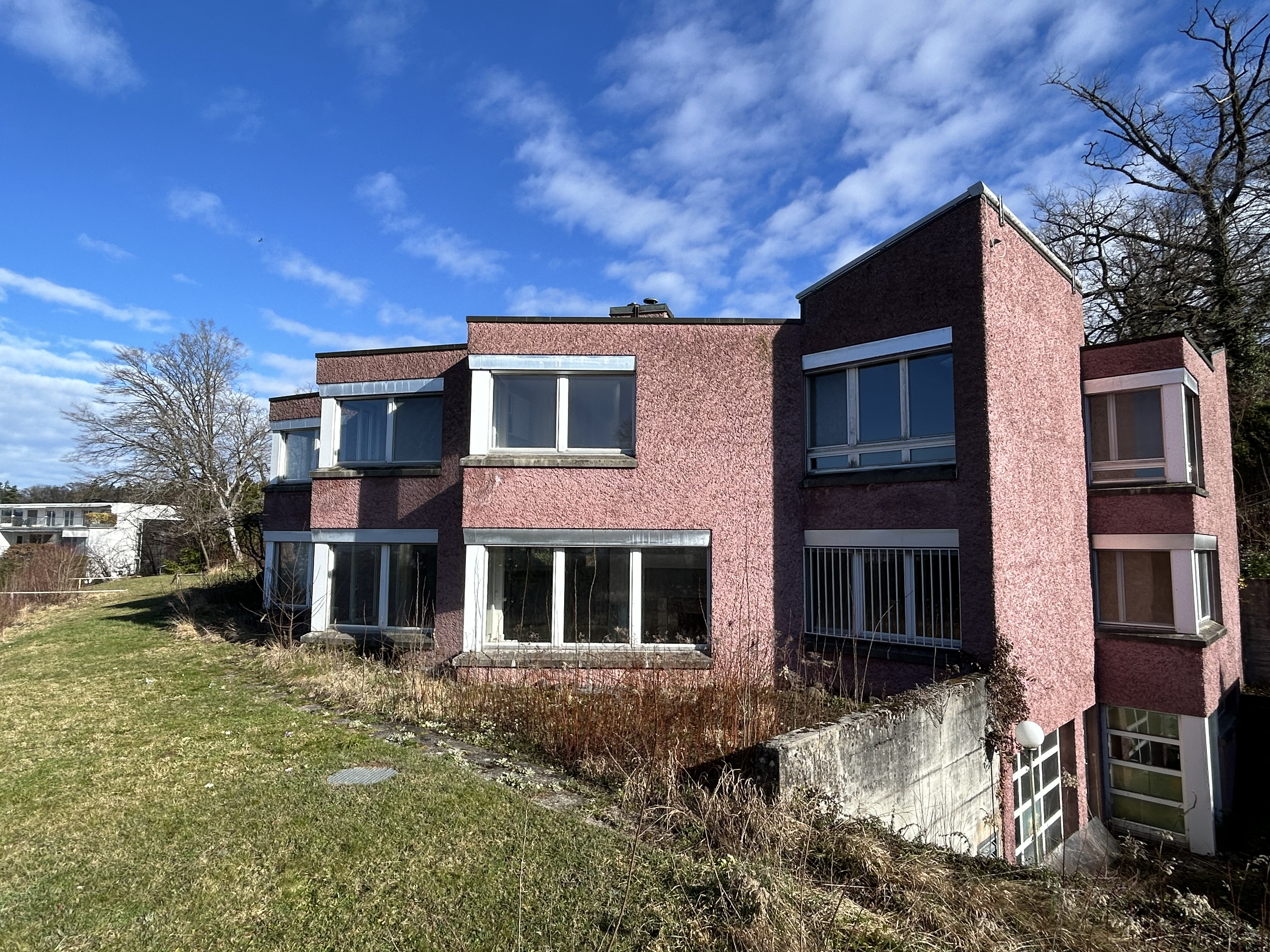
Villa Gelpke-Engelhorn, Februar 2024

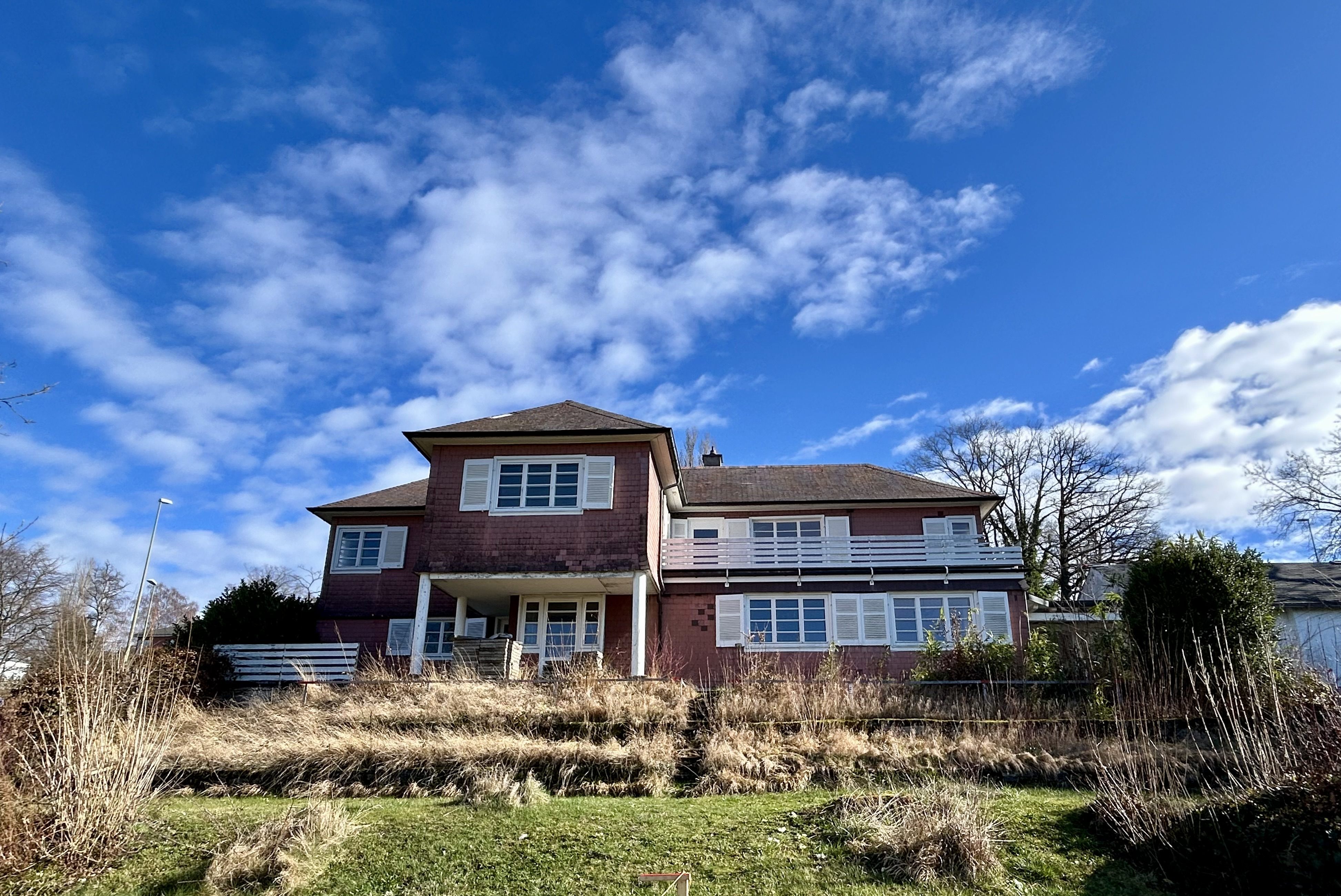
Haus Mendel

## Geschichte
Im Auftrag der deutschen Unternehmerin und Mäzenin Christa Gelpke – einer Nachfahrin des BASF-Gründers Friedrich Engelhorn und späteren Teilerbin des deutschen Pharmakonzerns Boehringer Mannheim – erstellte die Schweizer Architektin Beate Schnitter in den Jahren 1971 bis 1973 ein Haus an der Zumikerstrasse 20a in Küsnacht-Itschnach. Nach dem Tod der Bauherrin ging das Haus an eine Immobiliengesellschaft über, die auf dem Areal einen Neubau umsetzen wollte. Um das möglich zu machen, wurde die Villa am 2. Mai 2018 vom Küsnachter Gemeinderat aus dem Inventar der schutzwürdigen Gebäude entlassen. In der Folge erhob der Zürcher Heimatschutz erfolglos Einspruch beim Baurekursgericht, gewann aber in wesentlichen Teilen vor dem Verwaltungsgericht. Dieses verwies die Sache an das Baurekursgericht zurück, welches im zweiten Anlauf zum Schluss kam, dass die Erhaltung der äusseren Erscheinung wie auch der inneren Raumstruktur unabdingbar seien. Der Eigentümer nutzte im Juni 2020 die Einspruchsfrist gegen das Urteil, so dass die Liegenschaft weiter im kommunalen Schutzinventar verbleibt. Im April 2021 wurde die Rechtslage endgültig bestätigt.

## Beschreibung
Die Villa steht an sonniger Hanglage im Nordosten der Gemeinde mit Sicht auf den Zürichsee, oberhalb der unbebauten Grünfläche des Tägermooses mit dem Schübelweiher. Erschlossen wird das Haus von oben durch die Zumikerstrasse. In unmittelbarer Nachbarschaft steht das «Rebhaus» von Schnitters Tante Lux Guyer. Im direkten Umfeld stehen drei weitere Bauten der beiden Architektinnen: das Haus Sunnebüel (1929) und das Haus Mendel (1931) von Guyer und das Haus im Garten (2008) von Schnitter.
Die Acht-Zimmer-Villa ist nach dem Sonnenstand ausgerichtet. Das Wendeltreppenhaus an der Nordseite verbindet als Scharnier die Gebäudeflügel links und rechts. Diese sind einem aufgeschlagenen Fächer gleich angelegt, um jederzeit das Sonnenlicht einfangen zu können. Die Aussenwände sind in Altrosa verputzt, das Flachdach ist begehbar. Ein Kennzeichen der Südfassade sind viele Eckfenster im Erdgeschoss und dem ersten Obergeschoss.